# La Crosse (Wisconsin)
La Crosse is een plaats (city) in de Amerikaanse staat Wisconsin, en valt bestuurlijk gezien onder La Crosse County.

## Demografie
Bij de volkstelling in 2000 werd het aantal inwoners vastgesteld op 51.818. In 2006 is het aantal inwoners door het United States Census Bureau geschat op 50.266, een daling van 1552 (-3,0%).

## Geografie
Volgens het United States Census Bureau beslaat de plaats een oppervlakte van 57,4 km², waarvan 52,2 km² land en 5,2 km² water. La Crosse ligt op ongeveer 206 m boven zeeniveau.

## Plaatsen in de nabije omgeving
De onderstaande figuur toont nabijgelegen plaatsen in een straal van 16 km rond La Crosse.

## Geboren in La Crosse
- Edwin Rice (1862-1935), elektrotechnicus
- Ford Sterling (1883-1939), acteur, komiek
- Eddie Murphy (1905-1973), langebaanschaatser
- Ed Gein (1906-1984), seriemoordenaar
- Joseph Losey (1909-1984),  filmregisseur
- John Toland (1912-2004), historicus en schrijver
- Robert Moevs (1920-2007), componist, muziekpedagoog en pianist
- William Bunge (1928-2013), geograaf
- Scott Thorson (1959-2024), entertainer
- Jarrod Washburn (1974), werper